# Ana Luisa Chova
Ana Luisa Chova, profesora de canto lírico española.

## Biografía
Nació en Valencia y estudió piano y canto en el Conservatorio Superior de Música de la ciudad, donde recibió el Premio de Honor Fin de Carrera. Se licenció asimismo en Ciencias Biológicas. Es máster en Estética y Creatividad Musical por la Universidad de Valencia.
Alumna de canto de la profesora Carmen Martínez Lluna, Ana Luisa Chova comenzó a desarrollar una intensa actividad pedagógica, primero como profesora y, años más tarde, como catedrática y jefa del Departamento de Canto del Conservatorio de Valencia. Desde ese puesto, promovió la creación de los Grupos de Cámara y los Seminarios de Ópera y Oratorio de esta institución. También ha impartido clases de técnica vocal e interpretación en cursos de alto perfeccionamiento de toda España y son muchos los artistas que citan su magisterio como parte importante de sus biografías.
Formó parte del equipo fundador del Taller de Ópera del Palacio de la Música de Valencia y perteneció, hasta su jubilación, al equipo de profesores del Centro de Perfeccionamiento “Plácido Domingo” del Palacio de las Artes Reina Sofía de Valencia.
Fue miembro del Patronato Rector del Misteri d’Elx y perteneció al Consejo de la Música del Instituto Nacional de las Artes Escénicas y de la Música.
Recibió el premio Ópera Actual en 2004 por su magisterio en la enseñanza de la lírica y en 2014 el Premio Insigne otorgado por la Academia de la Música Valenciana como reconocimiento a su trabajo en la docencia de la música.